# WiTECK
WiTECK (Wireless Industrial Technology Konsortium) ist eine offene Non-Profit-Organisation zur hersteller- und plattformunabhängigen Implementierung von drahtlosen Standards für die Prozess- und Fabrikautomation. Der im US-Bundesstaat Delaware ansässige Herstellerverbund wurde im Mai 2008 von führenden Herstellern von Automatisierungslösungen und Wireless Komponenten gegründet.

## Ziele
Anders als Feldbusorganisationen verabschiedet WiTECK keine Standards, sondern setzt die jeweiligen Spezifikationen in Software um, die konform zu den Standards ist. Der Zweck des WiTECK-Konsortiums ist die gemeinsame Entwicklung und Pflege der Software, die den industriellen, drahtlosen Standards entspricht. Als erster Schritt wurde WirelessHART entwickelt.

## Konsortialmitglieder
Aktuell (März 2012) sind die folgenden Firmen Mitglieder des WiTECK-Konsortiums (in alphabetischer Reihenfolge):
- Asea Brown Boveri
- Emerson
- Endress+Hauser
- Pepperl+Fuchs
- Siemens
- Softing AG

Das Konsortium unterscheidet zurzeit zwischen zwei Kategorien von Mitgliedern: Promotoren und Adoptern. 

### Promotoren
Die so genannten Promotoren, zu denen alle aktuellen Mitglieder gehören, treiben einerseits die technische Entwicklung von WirelessHART voran. Zum anderen tragen sie mit einer einmaligen Aufnahmegebühr von 200.000 und jährlichen Mitgliedsbeiträgen von 40.000 US-Dollar die Hauptlast der Finanzierung. Im Gegenzug bekommen sie Zugriff auf den Quellcode des Standards, den sie lizenzfrei in eigenen Hardwareprodukten (z. B. Chips, Module oder Feldgeräte) verwenden können, und sind bei Versammlungen als einzige stimmberechtigt, können also weitgehend die Politik von WiTECK bestimmen.

### Adopter
Zur zweiten Gruppe, den Adoptern, sollen nach Vorstellung der Initiatoren künftig Forschungslabors, Normungs- und Standardisierungsorganisationen, Universitäten sowie Behörden zählen. Gegen einen Jahresbeitrag von 8.000 Dollar würden sie Zugang zu allen technischen Informationen, d. h. insbesondere zu den Programmierschnittstellen und zum gemeinsamen Support („defect tracking system“) des Konsortiums sowie zu den Mailinglisten und zur internen FAQ-Plattform, erhalten. Zudem werden Adoptern ein Rabatt beim Kauf von WiTECK-Entwicklungsumgebungen sowie das Recht eingeräumt, ihre Produkte mit dem WiTECK-Logo auszuzeichnen. An Mitgliederversammlungen nehmen sie jedoch lediglich beratend teil.

### Licensing Agents
WiTECK bietet zurzeit als einziges „Produkt“ die Protokoll-Software für WirelessHART an, die Promotoren in ihre eigenen Produkte einbetten können. Diese plattformunabhängige Software kann jedoch auch an Gerätehersteller lizenziert werden, die kein Mitglied beim WiTECK sind. Diese Aufgabe übernehmen die so genannten Licensing Agents. Sie erfüllen eine doppelte Funktion: Zum einen erledigen sie die eigentliche Entwicklungs- und Programmierarbeit, wofür ihnen WiTECK die Erlaubnis gewährt, die ursprüngliche Software zu modifizieren, zu portieren, zu erweitern und eigenständig zu vermarkten. Zum anderen fungieren die Licensing Agents damit als eine Art Zwischenhändler oder Makler, die ihrerseits wie geschildert Lizenzen an die Nicht-Mitglieder verkaufen. Aktuell hat Softing diese Rolle inne, theoretisch könnte aber jeder (weitere) Promoter dazu stoßen.

## Geschäftsmodell
Eigentümer des WirelessHART-Stacks ist das Konsortium selbst. Mit den Aufnahmengebühren der Promotoren wurde die Entwicklung des Protokolls in Auftrag gegeben. Alle Promotoren dürfen den Quellcode lizenzfrei in den eigenen Produkten einbetten und verwenden. Solange der Code in Kombination mit einer Hardware (z. B. ein Mikrocontroller, ein Modul oder ein Sensor) verkauft wird, sind keine Gebühren an WiTECK zu entrichten. Sobald die Software jedoch als Object Code lizenziert wird, sind Lizenzgebühren fällig. Nur Licensing Agents (eine Untermenge der Promotoren) ist es erlaubt, reine SW-Lizenzen zu verkaufen.